# Hatiny

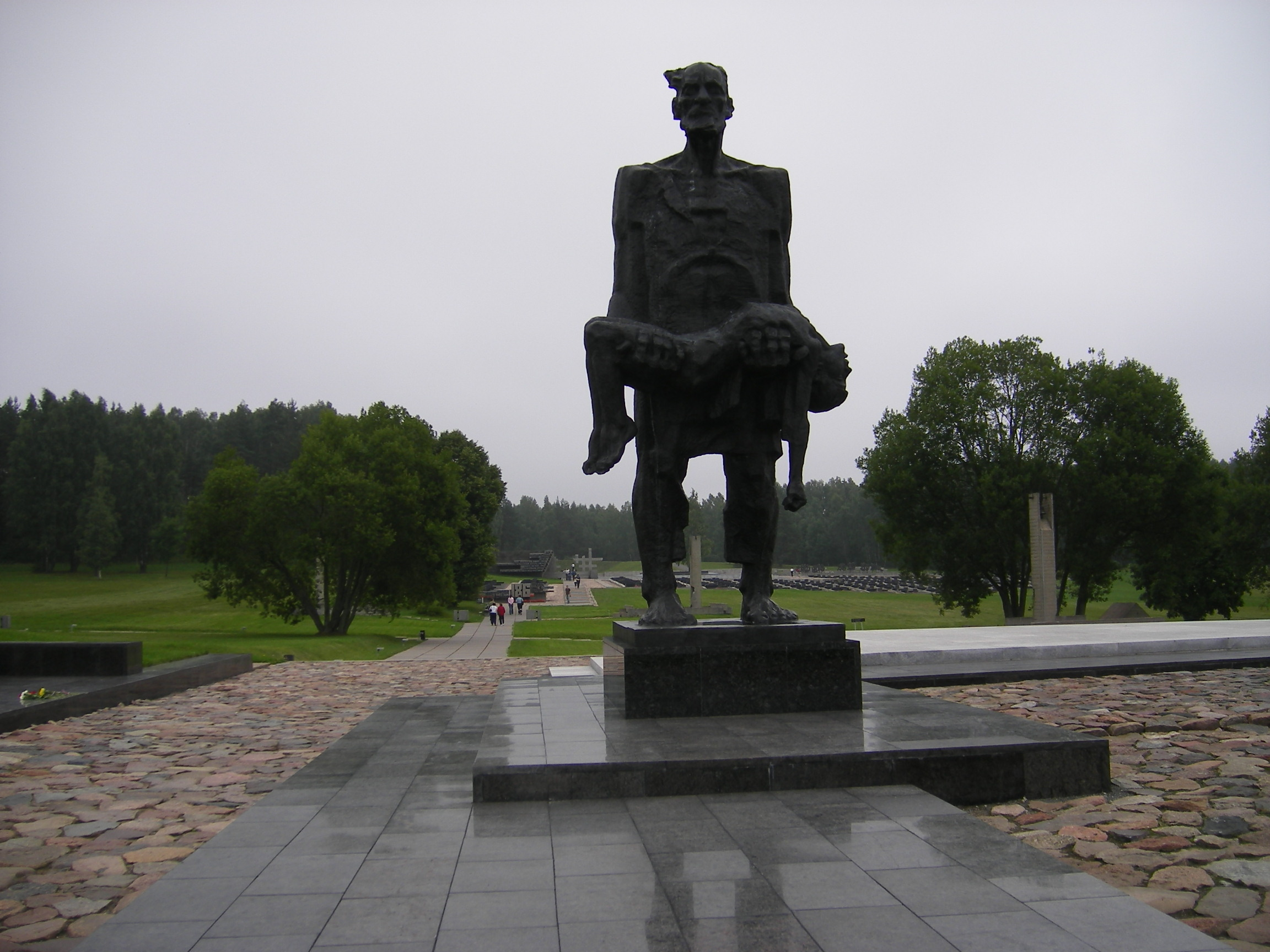
A leigázhatatlan ember szobra

Hatiny (Хатынь) egy falu volt Fehéroroszország Minszki területének Lahojszki járásában, melyet 149 lakosával együtt 1943. március 22-én az országot megszálló német haderő megsemmisített. A falu az ország 186, lakóival együtt teljesen elpusztított településének jelképévé vált. 1968-1969-ben Fehéroroszország központi emlékhelyévé építették ki.
Hatiny a járás csaknem egész keleti részét elfoglaló erdőség, a Hatinyi-erdő (Hatinszkij lesz) közepén feküdt. Ma a Minszk-Vicebszk közti M3-as autóútról Minszktől 64 km-re északra leágazó, 7 km hosszú bekötőúton közelíthető meg. A bekötőút mentén a kilométereket sziklatömbök jelzik. Az emlékműkomplexum mellett múzeumot is létrehoztak, mely 2004 óta elsősorban fényképfelvételek segítségével mutatja be az emlékhely történetét.

## Története

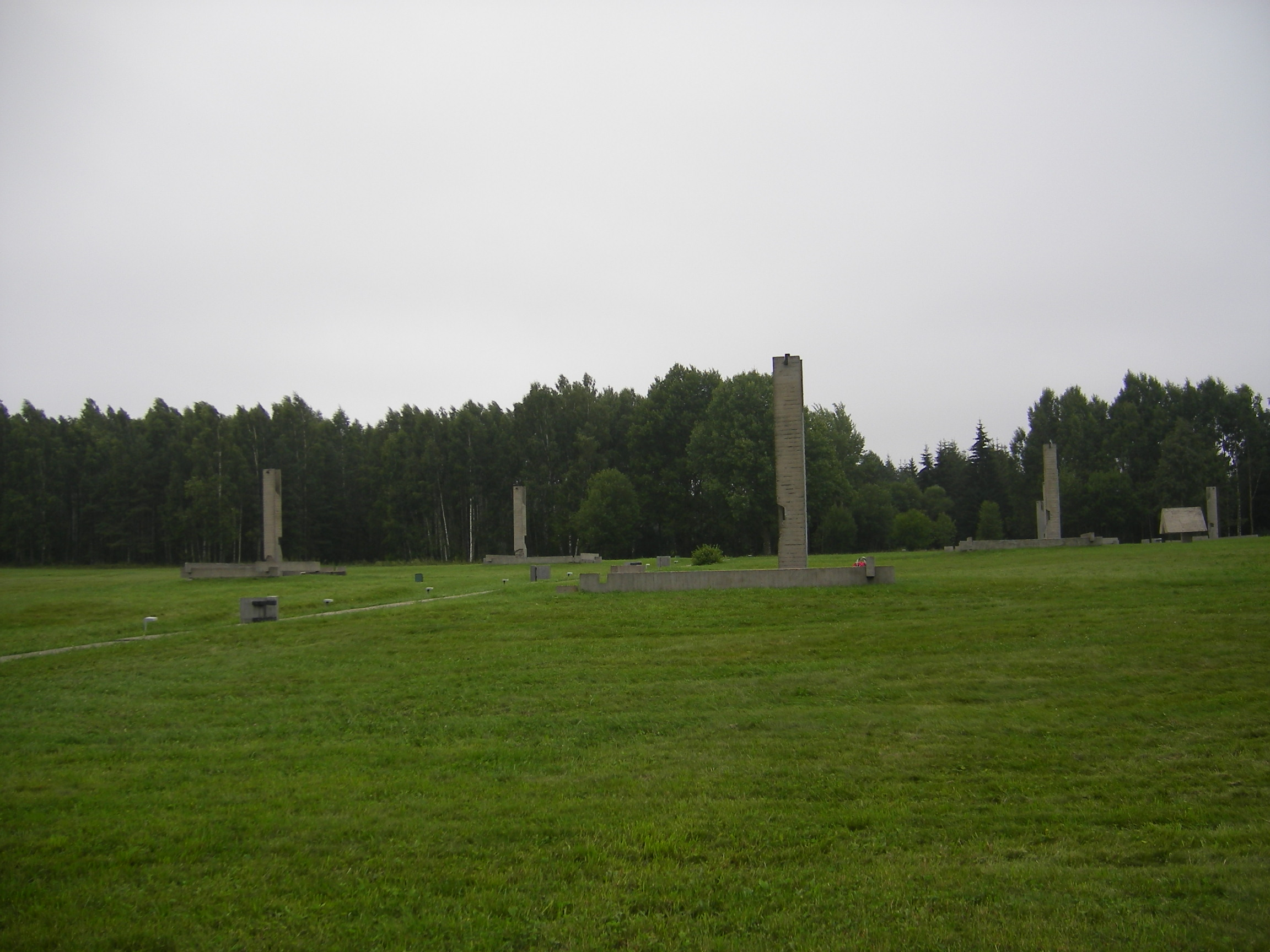
Hatinyi harangok

1943. március 22-ének reggelén, a Hatinyi-erdőben tevékenykedő partizánok egy autókonvoj elleni támadásuk során 6 km-re a falutól megöltek egy német parancsnokot. A megszállók bosszúból elhatározták Hatiny felégetését, amely a partizánakciók véres megtorlását szolgáló Winterzauben-offenzíva része volt. A feladatot Oskar Dirlewanger SS-parancsnok részben ukrán kollaboránsokból álló különítménye kapta. A nácik a teljes lakosságot a kolhozistállóba zárták, majd felgyújtották azt, elevenen égetve el az embereket. Az égő ruházattal menekülni próbálókat géppuskával lőtték le. A falu kizárólag fából készült házait szintén felgyújtották. A 149 halott közül 75-en 16 évnél fiatalabbak voltak. Két kislánynak sikerült az erdőbe menekülni, őket Hvorosztyenyi falu lakosai fogadták be, de később a németek ezt a falut is fölégették és megölték őket. Rajtuk kívül 5 gyermek és 1 felnőtt (az 56 éves kovács, Joszif Kaminszkij) menekült meg.

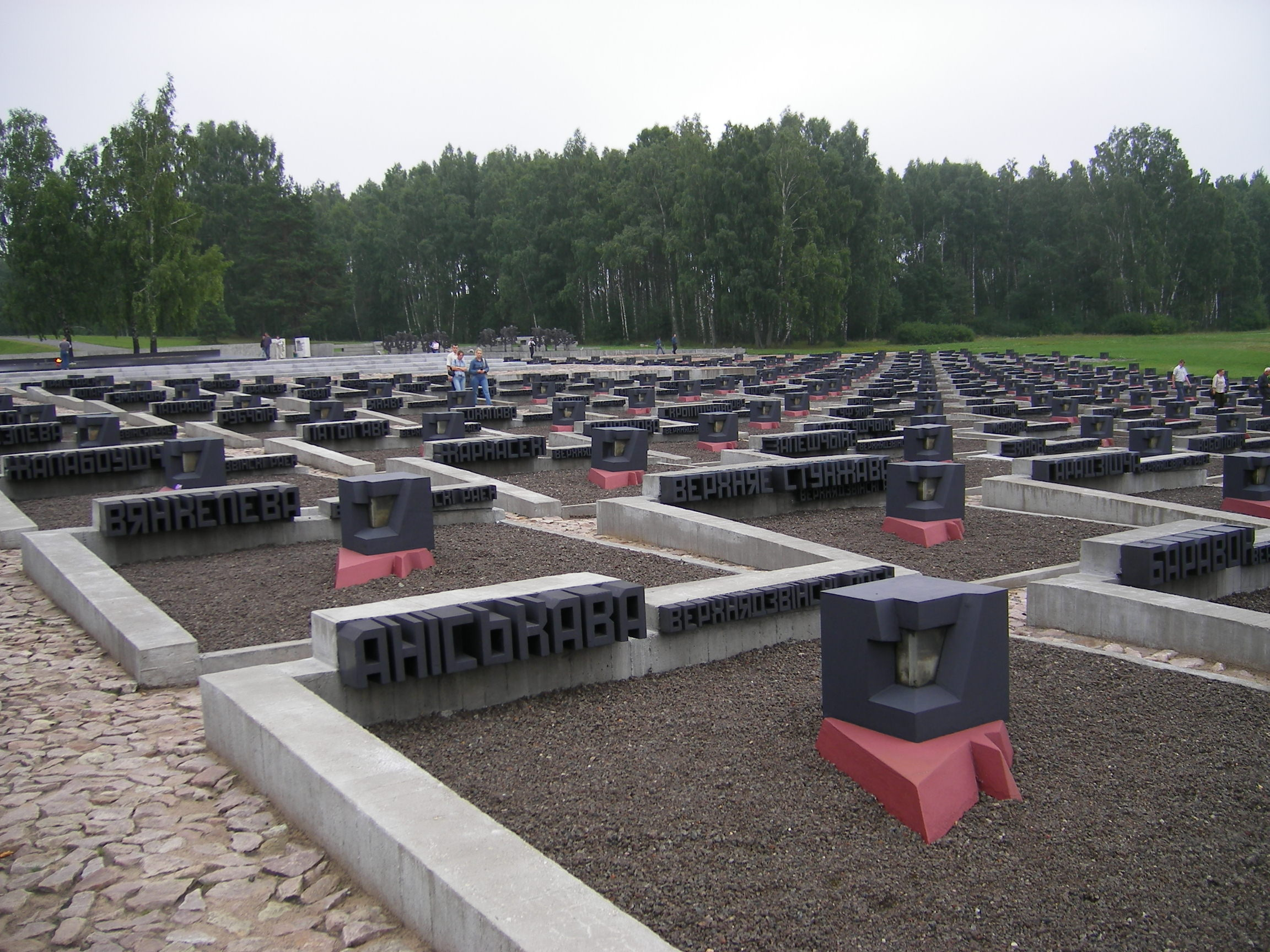
Az elpusztított falvak jelképes sírjai

1943 február-márciusában a németek a Winterlauben-offenzíva során ukrán és lett kollaboránsokból álló SS-hadosztályokat vetettek be a partizánok és a polgári lakosság ellen. 143 települést égettek fel, néhányat (Ambrazejevo, Anyiszkovo, Buli, Zsernoszeki, Kaljuti, Konsztantyinovo, Paporotnoje, Hatiny, Szokolovo) teljes lakosságával együtt. Az offenzíva során a BSZSZK területén mintegy 3500 embert öltek meg, 2000-et németországi kényszermunkára hurcoltak, mintegy 1000 gyereket pedig a salaspilsi megsemmisítő táborba. A Pszkovi területen is számos embert öltek meg.
A német megszállás alatt a BSZSZK 2,3 millió lakosa vesztette életét, több ezer települést romboltak le, 186 falu végleg eltűnt a térképről. 433 teljesen elpusztított települést a háború után újra felépítettek. A szovjet kormány az 1966-ban döntött a központi emlékműkomplexum létesítése mellett. A vasfüggönyön túl sokan ekkoriban ama véleményüknek adtak hangot, miszerint a helyszín kiválasztása (a  névhasonlóság okán) a Katinyi (Katyń) gyilkosságok elleplezésének szándékával történt. 1967 márciusában pályázatot írtak ki a komplexum építésére, melyet J. Gradov, V. Zankovics, L. Levin építészek és Sz. Szelihanov szobrászművész kollektívája nyert meg. Ünnepélyes megnyitása 1969. július 5-én történt. Azóta az országba érkező számos külföldi politikai vezető (Richard Nixon, Fidel Castro, Radzsiv Gandhi, Jasszer Arafat, Csiang Cö-min) látogatta meg az emlékhelyet. Alkotóit 1970-ben Lenin-díjjal tüntették ki.

## Az emlékműkomplexum
Nyír- és fenyőerdőben levő tisztáson fekszik, mintegy 50 hektár területen. A parkolótól (ahol az adminisztrációs épület és a múzeum is található) egyenes sétány vezet végig az egykori falun, melynek kezdeténél Hatiny jelképe, a Leigázhatatlan ember szobra áll. A kezében gyermeket tartó öregember alakját Joszif Kaminszkijről mintázták, aki saját fiát próbálta sikertelenül megmenteni. A felégetett házak helyén betonoszlopok (összesen 26) állnak harangokkal, melyek minden fél percben kondulnak egyet. A betonoszlopokon az egykor ott állt házak megölt lakóinak neve olvasható. A sétány végén a falvak temetője (186 jelképes sírral) és a koncentrációs táborokban meghaltaknak emléket állító betonfal található.

## Hatiny a kultúrában
Alesz Adamovics belarusz író Hatinyi harangok (Hatinszkaja poveszty) című, 1974-es dokumentumregényében írta meg a falu pusztulásának történetét. A könyv alapján 1985-ben Elem Klimov Jöjj és lásd! címmel nagy sikerű történelmi filmet készített.